# Зародкові листки

Формування зародкових листків на прикладі ланцетника. 1-запліднена яйцеклітина; 2-перший поділ; 3-стадія восьми клітин; 4-морула; 5-поздовжній розріз бластули; 6-поздовжній розріз гаструли; 7-10-поперечні розрізи наступних стадій розвитку зародка.

Зародко́вий листо́к, або зародко́вий шар — набір клітин, що формується протягом ембріогенезу тварин. Найкраще зародкові листки виражені у хребетних; тим не менше, всі тварини з будовою складнішою, ніж у губок, мають в життєвому циклі два або три головних шари тканин (деколи вони називаються головні зародкові шари). Тварини з радіальною симетрією, такі як, наприклад, кнідарії, мають два зародкові шари (ектодерму та ентодерму), і тому називаються «двошаровими». Тварини з двосторонньою симетрією мають додатковий зародковий шар, мезодерму, завдяки чому називаються «тришаровими». Кожний із зародкових листків дає початок строго визначеним органам та тканинам організму в ході процесу, який називається органогенезом.

## Загальні відомості
Першим спостерігав формування раннього ембріону з трьох листкоподібних шарів Каспар Фрідріх Вольф. Пізніше, Ганс Хрістіан Пандер відкрив зародкові шари в ході дослідження курячих ембріонів.
Серед багатоклітинних ряд типів з найпримітивнішою організацією (Placozoa, Monoblastozoa, Orthonectida, Rhombozoa) не мають виражених зародкових шарів; щодо губок існує деяка розбіжність поглядів: частина дослідників вважає, що їм не притаманні зародкові шари, інша частина — що губки мають один зародковий шар; останнім часом деякі дослідження дали результати, що дозволяють припустити наявність у губок двох зародкових шарів. Але усталеною точкою зору зараз (на 2006 рік) є та, що у губок зародкових шарів немає. Попри те, що вони мають диференційовані клітини, справжні тканини у них відсутні.
Двошарові організми, кнідарії та гребневики, мають два зародкові шари (або листки), і їхня будова є помітно складнішою за таку у губок: так, у них можна виділити ряд окремих тканин. Всі більш високоорганізовані тварини (від пласких червів до хребетних) є тришаровими: у них між ектодермою та ентодермою виникає третій шар — мезодерма.

## Порівняння зародкових листків

### Порівняльна характеристика зародкових листків
| Ознаки       | Ектодерма                     | Ентодерма                                | Мезодерма                                      |
| ------------ | ----------------------------- | ---------------------------------------- | ---------------------------------------------- |
| Розвивається | У всіх багатоклітинних тварин | У всіх багатоклітинних тварин            | У всіх тварин, крім губок і кишковопорожнинних |
| Розташування | Зовнішній зародковий листок   | Внутрішній зародковий листок             | Між ектодермою та ентодермою                   |
| Утворює      | Нервову систему               | Починається травна трубка, травний канал | Скелет, кровоносна система та м'язи            |

## Розвиток
Після запліднення та утворення зиготи завдяки серії мітозів відбувається клітинне дроблення, в ході якого запліднене яйце поділяється на багато окремих клітин без збільшення загального розміру. Врешті з цих клітин утворюється пустотіла сфера, яка називається бластулою. Потім бластула зазнає глибокої реорганізації в ході процесу гаструляції, в результаті якого вона перетворюється на гаструлу. При гаструляції відбувається інвагінація однієї із стінок сфери (бластули) всередину, в результаті чого утворюється первинний рот (бластопор) та первинна кишка (архентерон).
Після цього ентодерма утворюється з клітин внутрішньої поверхні первинної кишки, а ектодерма — з клітин зовнішньої поверхні гаструли. Мезодерма розвивається з клітин, що мігрують в проміжок між екто- та ентодермою, або внаслідок випинання та відокремлення карманів первинної кишки (див. ілюстрацію); втім, конкретні механізми утворення мезодерми варіюють в широких межах між різними типами тварин. Всередині зародкової мезодерми згодом утворюється целом (порожнина тіла, в якій розташовані внутрішні органи).
В ході розвитку зародку ентодерма зазвичай розвивається в травну систему та її залози; з ектодерми походять зовнішні покриви та нервова система. Мезодерма, в свою чергу, дає початок видільній системі та тканинам, що вистилають целом. Інші органи та системи органів у різних типів тварин розвиваються з різних зародкових шарів, часто — шляхом одночасної участі двох шарів з трьох.
Окрім трьох «класичних» зародкових шарів, останнім часом як четвертий окремий шар деякі дослідники виділяють нервовий гребінець з огляду на його велику важливість для розвитку організму.